# Prosopocera murrea
Prosopocera murrea là một loài bọ cánh cứng trong họ Cerambycidae.